# Harta
Harta (ハルタ, Haruta) é uma revista de mangá Seinen japonesa publicada pela Enterbrain. Criada em 2008, a revista se chamava Fellows! e foi publicado com uma frequência de publicação de dois meses. Em dezembro de 2012, a Enterbrain anunciou uma reformulação da revista, começando com a edição de fevereiro de 2013, com a publicação mudando o nome de Fellows! para Harta e também mudar sua frequência de bimestral para dez edições por ano, de fevereiro a agosto e, em seguida, de outubro a dezembro. O nome é inspirado na palavra indonésia "Harta", que significa tesouro.
Ao contrário de muitas das revistas de mangá no Japão, nas quais a capa apresenta uma série atualmente em série na revista, todas as edições desde a revista ainda eram chamadas de Companheiros! é uma ilustração original de diferentes artistas, com essa herança continuando com a mudança para Harta.

## Títulos serializados
- A história de uma noiva (em andamento)
- Aoi Horus no Hitomi: Dansou no Joou no Monogatari
- Dungeon Meshi (em andamento)
- Furo Run
- Gisèle Alain
- Hakumei e Mikochi (em andamento)
- Hakuginhi
- Você não ouviu? Eu sou Sakamoto
- Hokuhokusei ni Kumo para Ike
- Hinamatsuri (em andamento)
- Pássaro de Isabella no país das maravilhas
- Correu para Haiiro no Sekai
- Shinazu no Ryouken
- Shirley
- Uwagaki
- Wanko ni Kuchizuke